# Plattformen-Steuertransparenzgesetz
Das Plattformen-Steuertransparenzgesetz (PStTG) ist ein am 1. Januar 2023 in Kraft getretenes deutsches Bundesgesetz, das die EU-Richtlinie 2021/514 des Rates vom 22. März 2021 in deutsches Recht umsetzt. Die Langbezeichnung des Gesetzes lautet: Gesetz über die Meldepflicht und den automatischen Austausch von Informationen meldender Plattformbetreiber in Steuersachen.
Mit dem Gesetz werden Betreiber von elektronischen Plattformen in Deutschland (Amazon, Ebay, Uber usw.) verpflichtet, Transaktionen und Umsätze ihrer im EU-Raum ansässigen Anbieter mit deren steuerlichen Identifikationsmerkmalen (Steueridentifikationsnummer (TIN), Adresse usw.) an das deutsche Bundeszentralamt für Steuern (BZSt) zu melden. Dieses leitet die Informationen an die Finanzämter der Anbieter weiter.
Die Meldung eines Anbieters kann unterbleiben, wenn dieser die Bagatellgrenzen im Meldezeitraum (Kalenderjahr) unterschreitet. Diese liegen aktuell bei weniger als 30 Transaktionen und zugleich weniger als 2000 Euro Umsatz. Weitere Ausnahmen von der Meldepflicht gelten für staatliche Behörden und Aktiengesellschaften.
Das Gesetz selbst schafft keine neuen Steuertatbestände, sondern dient nur der Kontrolle über potentielles Steueraufkommen.
Informationen über nicht in Deutschland ansässige europäische Anbieter werden vom BZSt an die Behörden der jeweiligen Heimatländer weitergeleitet.
In Österreich erfolgten korrespondierende gesetzliche Anpassungen mit dem Abgabenänderungsgesetz 2022.

## Kritik
Für das Plattformen-Steuertransparenzgesetz erhielt das Bundesministerium der Finanzen, vertreten durch Bundesfinanzminister Christian Lindner, 2023 den Datenschutz-Negativpreis Big Brother Award in der Kategorie Behörden & Verwaltung. Die Jury kritisierte, dass das Gesetz, welches für Steuergerechtigkeit „im Bereich der Plattformökonomie“ sorgen solle, Plattformanbieter „zur umfassenden Vorratsdatenspeicherung über private ‚Flohmarktverkäufe‘“ zwinge, wenn Nutzerinnen und Nutzer die Bagatellgrenzen überschreiten, obwohl für die meisten Privatverkäufe keine Steuerpflicht bestehe. Laudator Peter Wedde, Professor für Arbeitsrecht an der Frankfurt University of Applied Sciences, kritisierte ferner: „Eine enge und klare Begrenzung der beabsichtigten Verarbeitungszwecke dieser Vorratsdatenspeicherung, die datenschutzrechtlichen Vorgaben entsprechen würde, ist obendrein nicht erkennbar.“